# Evangelische Kreditgenossenschaft
Die Evangelische Kreditgenossenschaft eG (EKK) war eine genossenschaftlich organisierte Kirchenbank, die 1969 von Mitgliedern der Evangelischen Kirche von Kurhessen-Waldeck gegründet worden war. Die EKK stand allen Interessierten offen, die sich mit den christlichen Werten der Bank identifizieren konnten. Seit November 2011 war die EKK als erste Kirchen- und Genossenschaftsbank nach dem europäischen Nachhaltigkeitsstandard EMASplus zertifiziert.
Nach Zusammenführung des Geschäfts mit der Evangelischen Darlehnsgenossenschaft firmiert das Unternehmen seit 2014 als Evangelische Bank eG.

## Geschichte
In Kassel unterzeichneten Vertreter der Evangelischen Kirche von Kurhessen-Waldeck am 4. Dezember 1969 die Gründungsurkunde zur Gründung der EKK. Nach Eintragung in das Genossenschaftsregister und offizieller Erlaubnis zum Betreiben von Bankgeschäften nahm die Evangelische Kreditgenossenschaft Kurhessen im Januar 1970 in Kassel ihren Betrieb auf. Schnell wuchs die Bank durch institutionelle Kunden aus Kirche und Diakonie. Bereits Ende 1970 konnte die Bank statt der erwarteten Bilanzsumme von 20 Mio. DM rund 57 Mio. DM verbuchen.
Im Oktober 1970 eröffnete die EKK eine Repräsentanz in Frankfurt am Main. Die gute Entwicklung verschaffte der EKK auch über das Einzugsgebiet der Kurhessisch-Waldeckschen Landeskirche hinaus Beachtung und weitere Mitglieder. Der räumlichen Expansion wurde mit der Umbenennung in „Evangelische Kreditgenossenschaft eG“ Rechnung getragen und weitere Filialen wurden gegründet. Nach der deutschen Wiedervereinigung im Jahr 1990 gründete die EKK eine Filiale in Eisenach. 1991 wurde der erste eigene Investmentfonds aufgelegt (Öko-Aktienfonds). 1998 eröffnete in Wien eine EKK Repräsentanz.
2005 schlossen sich die EKK und die Acredobank, früher Spar- und Kreditbank der Evang.-Luth. Kirche in Bayern zu einem gemeinsamen Kreditinstitut zusammen. Die Geschäftsstellen der Acredobank in Nürnberg, München, Schwerin, Neuendettelsau und Rummelsberg wurden in das EKK-Filialnetz integriert. Im Jahr 2011 eröffnete die EKK ein Beratungsbüro in Erfurt sowie im Jahr 2012 eine Filiale in Berlin.
Im Februar 2014 wurden Pläne veröffentlicht, mit der Evangelischen Darlehnsgenossenschaft zu fusionieren. Am 27. bzw. 30. Juni 2014 stimmten die Generalversammlungen der EDK und der EKK der Fusion zu. Das neue Kreditinstitut heißt Evangelische Bank.

## Tochterunternehmen
- Direct Services AG (DS AG)
- EKK Research GmbH
- Mietgrund Immobilien GmbH & Co. Liegenschaften KG